# ベルギーの同性結婚

ヨーロッパ各国における同性婚または同性間のパートナーシップ法の施行状況
同性婚^{1}
その他のパートナーシップ法^{1}
事実婚^{1}
なし
憲法にて婚姻を男女間に限定
^{1}同性間のパートナーシップを認めた現行法または裁判所決定のいずれかが含まれているが、未施行のものは除外。

ベルギーの同性結婚（ベルギーのどうせいけっこん）では、ベルギーにおける同性結婚（同性婚）について記述する。
ベルギーでは、2003年6月1日から同性結婚が合法化されている。合法化法案は、2002年11月28日に元老院（上院）を通過し、2003年1月30日に代議院（下院）を通過した。アルベール2世国王が王室の同意を与えた。ベルギーはオランダに次いで世界で2番目に同性婚を合法化した国となった。「法定同棲」は、2000年1月1日から、法的に同意する同居者カップルに開放されている。